# Blaine Gabbert
Blaine Williamson Gabbert (Ballwin, 15 ottobre 1989) è un giocatore di football americano statunitense che milita nel ruolo di quarterback per i Kansas City Chiefs della National Football League (NFL).
Al college giocò a football per la University of Missouri prima di lasciare l'università in anticipo per il draft 2011 dopo il suo anno da junior. Jacksonville lo scelse nel primo giro con le decima scelta assoluta.

## Carriera

### Jacksonville Jaguars

#### Stagione 2011

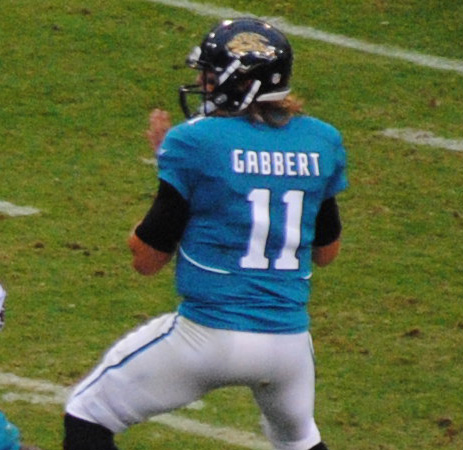
Gabbert con la maglia dei Jaguars

Il 28 luglio 2011 2011, Gabbert firmò il suo contratto coi Jacksonville Jaguars della durata di quattro anni per 12 milioni di dollari. Gabbert giocò la sua prima partita nella stagione regolare il 18 settembre 2011 contro i New York Jets. La settimana seguente fu nominato titolare contro i Carolina Panthers.
Nella sua stagione da rookie, Gabbert faticò. Subì 40 sack, al terzo posto nella classifica della lega. Inoltre subì 14 fumble, il peggior risultato per ogni QB della lega. La sua percentuale di completamento del 50,8% fu la seconda peggiore della lega per i passatori con almeno 200 tentativi ( (davanti al solo Tim Tebow con il 46,5%). Le sue 5,4 yard per tentativo furono le peggiori della lega così come il suo 65,4 di passer rating. Football Outsiders calcolò che la stagione 2011 di Gabbert fu "la quinta peggior che abbiamo mai misurato" nei valori aggregati.

#### Stagione 2012
La seconda stagione di Gabbert si aprì il 9 settembre contro i Minnesota Vikings sotto auspici migliori quando il quarterback completò 23 passaggi su 39 tentativi per 260 yard, 2 passaggi da touchdown e nessun intercetto. Malgrado ciò i Jaguars persero ai supplementari. Nella seconda gara, persa contro gli Houston Texans, Blaine tornò a rimettere in mostra i problemi dell'anno precedente passando solamente 53 yard in tutto l'incontro con un touchdown.
Nella settimana 3, i Jaguars vinsero la prima partita stagionale contro gli Indianapolis Colts: Gabbert passò per 155 yard e un touchdown, senza subire intercetti.
Jacksonville perse la terza gara stagionale nel turno successivo contro i Cincinnati Bengals: Gabbert passò 186 yard con un passaggio da touchdown e subendo un intercetto. Nella settimana 5 Jacksonville fu sconfitta nettamente per 41-3 dai Chicago Bears con il quarterback che passò 142 yard subendo 2 intercetti.
Dopo la settimana di pausa, Gabbert si infortunò nel primo tempo della gara contro gli Oakland Raiders dopo che aveva lanciato 110 yard e un touchdown. Senza il quarterback, Jacksonville si fece rimontare 14 punti e perse ai supplementari. Ripresosi dall'infortunio, la settimana successiva Gabbert e i Jaguars misero in difficoltà i Packers ma persero 15-24 con Blaine che passò 303 yard con un touchdown.
Nella settimana 9 i Jaguars persero la sesta gara consecutiva con Gabbert che uscì per infortunio nel terzo periodo sostituito da Chad Henne.
Gabbert fu costretto a uscire dopo pochi istanti anche nella gara successiva contro gli Houston Texans per un infortunio. Al suo posto entrò Henne che giocò una gara spettacolare e venne nominato quarterback titolare per la gara della settimana successiva contro i Tennessee Titans dall'allenatore Mike Mularkey. Due giorni dopo il giocatore fu inserito in lista infortunati per tutto il resto della stagione a causa degli infortuni all'avambraccio destro e alla spalla sinistra riportati contro i Texans. La sua stagione da sophomore si concluse con 1.662 yard passate, 9 touchdown e 6 intercetti subiti in 10 partite.

#### Stagione 2013
La pre-stagione 2013 fu ancora all'insegna dell'incertezza su chi avrebbe dovuto essere il titolare dei Jaguars tra Gabbert e Henne. Blaine disputò una prima gara sotto la media e un'ottima seconda partita, prima di infortunarsi a un pollice. Malgrado ciò, il 19 agosto, il nuovo allenatore Gus Bradley dichiarò ufficialmente Gabbert il titolare della squadra per l'imminente stagione. Questa iniziò sotto cattivi auspici con una sconfitta contro i Kansas City Chiefs e Gabbert che passò solamente 121 yard e subì 2 intercetti. Inoltre subì un taglio alla mano che lo costrinse a lasciare il campo e richiese 15 punti di sutura. A causa di questo infortunio, Gabbert saltò i due turni successivi, venendo nuovamente nominato titolare nella settimana 4 contro i Colts, in cui fu però ancora disastroso, lanciando 179 yard e subendo tre intercetti. Blaine iniziò bene nella settimana 5 contro i St. Louis Rams passando un touchdown da 67 yard per il rientrante Justin Blackmon, ma finì per subire due intercetti e un nuovo infortunio al tendine del ginocchio che lo costrinse ancora a uscire dal match anzitempo.

### San Francisco 49ers

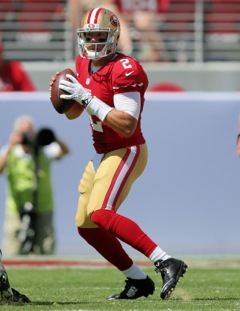
Gabbert nel 2015 coi 49ers

L'11 marzo 2014, Gabbert fu scambiato coi San Francisco 49ers per una scelta del sesto giro del Draft NFL 2014. Dopo una sola presenza nella stagione 2014, Gabbert fu nominato titolare prima della settimana 9 del 2015 al posto di un Colin Kaepernick in difficoltà, guidando la squadra alla vittoria sui Falcons con 185 yard passate, 2 touchdown e un intercetto subito. Dopo due sconfitte contro formazioni d'alta classifica come Seahawks e Cardinals, la vittoria tornò nella settimana 13 contro i Chicago Bears in cui Gabbert passò il touchdown da 71 yard decisivo a Torrey Smith nei tempi supplementari. Gabbert concluse la stagione con 2.031 yard passate, 10 touchdown e 7 intercetti per un passer rating di 86,2. In 8 gare disputate come titolare ne vinse 3.
Gabbert fu confermato titolare all'inizio della stagione 2016, guidando subito alla squadra alla vittoria contro i Rams in cui passò 170 yard e un touchdown. Seguirono quattro sconfitte consecutive dopo di che venne sostituito come titolare da Kaepernick per il resto dell'annata.

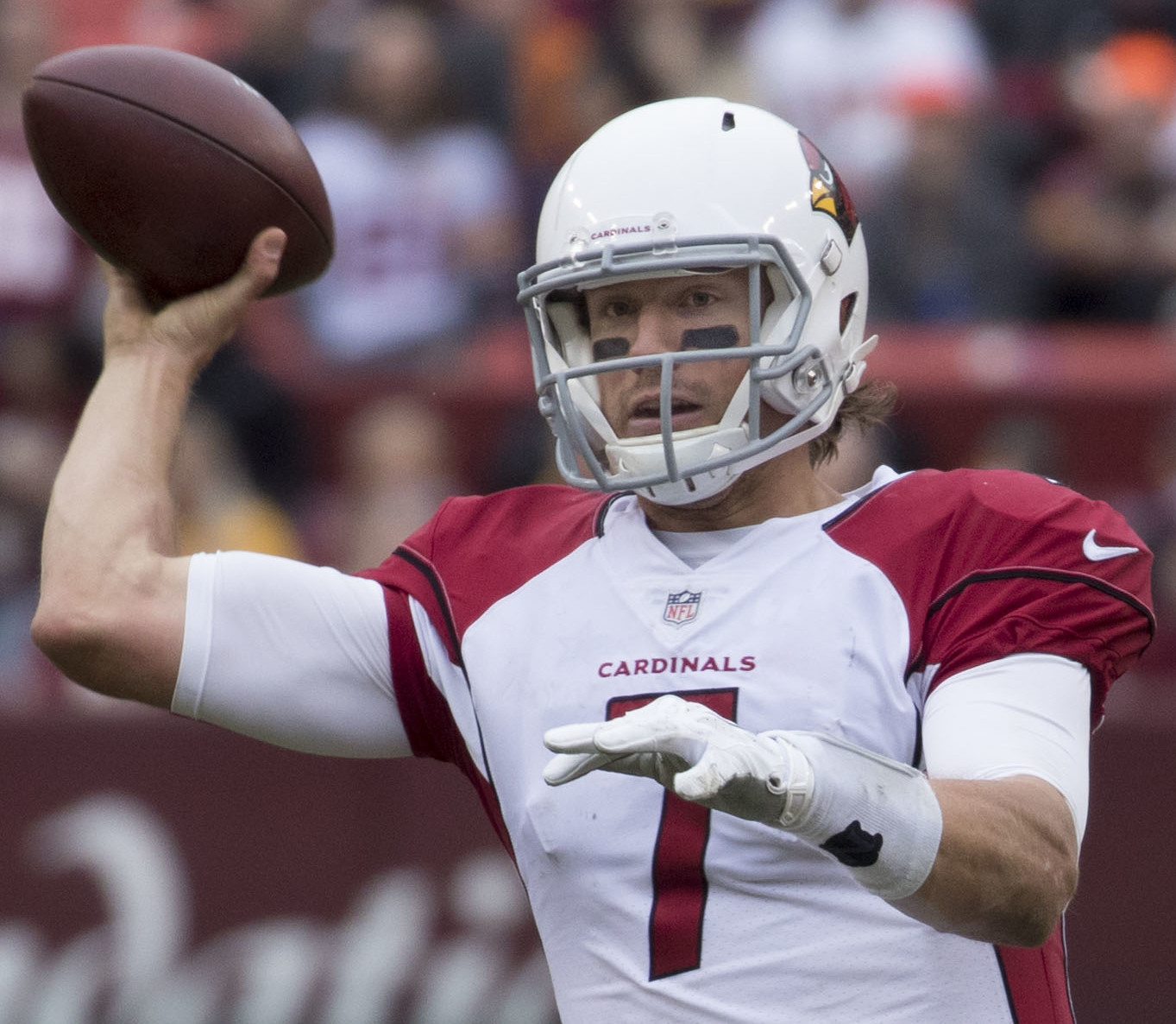
Gabbert nel 2017 con i Cardinals

### Arizona Cardinals
Il 10 maggio 2017, Gabbert firmò un contratto di un anno con gli Arizona Cardinals. Iniziò la stagione come terzo quarterback nelle gerarchie della squadra dietro a Carson Palmer e Drew Stanton ma dopo che questi infortunarono, fu nominato titolare per la gara della settimana 11, persa contro i Texans. La prima vittoria con la maglia dei Cardinals la ottenne la settimana seguente contro i suoi ex Jaguars passando 241 yard e 2 touchdown nel 27-24 finale. Dopo una serie di sconfitte, Gabbert cedette il posto di titolare nel penultimo turno a Stanton.

### Tennessee Titans
Il 27 marzo 2018, Gabbert firmò un contratto biennale con i Tennessee Titans. Nel secondo turno subentrò all'infortunato Marcus Mariota guidando i Titans alla prima vittoria stagionale contro i Texans. Scese in campo come partente anche nell'ultimo decisivo turno contro i Colts in cui Tennessee uscì sconfitta mancando l'accesso ai playoff.

### Tampa Bay Buccaneers
Il 27 marzo 2019 Gabbert firmò con i Tampa Bay Buccaneers, ritrovando il capo-allenatore Bruce Arians, con cui aveva lavorato agli Arizona Cardinals. IL 24 settembre 2019 fu inserito in lista infortunati per una spalla slogata.
Gabbert firmò un nuovo contratto di un anno con i Buccaneers il 2 aprile 2020.
IL 7 febbraio 2021 Gabbert fu il quarterback di riserva di Tom Brady nel Super Bowl LV, vinto contro i Kansas City Chiefs per 31–9.
Gabbert rifirmò con i Buccaneers il 10 aprile 2021. L'aprile seguente firmò per un altro anno.

### Kansas City Chiefs
Gabbert firmò con i Kansas City Chiefs il 19 aprile 2023.

## Palmarès
- Super Bowl : 2

Tampa Bay Buccaneers: LV
Kansas City Chiefs: LVIII
- National Football Conference Championship: 1

Tampa Bay Buccaneers: 2020
- National Football Conference Championship: 1

Kansas City Chiefs: 2023